# Secret Maryo Chronicles
Secret Maryo Chronicles ist ein freies quelloffenes 2D-Jump-’n’-Run-Spiel, dem das Sidescroll-Prinzip zugrunde liegt und das über einen Leveleditor verfügt, mit dem eigene Szenarios kreiert werden können. Es wurde von PCtipp, PC-Welt und heise.de als Super-Mario-Bros.-Klon beschrieben. Secret Maryo Chronicles wird vom Secret-Maryo-Chronicles-Entwicklerteam gewartet und weiterentwickelt, welches von Florian Richter („FluXy“) geleitet wird.

## Spielentwicklung
Secret Maryo Chronicles begann im Januar 2003 als SourceForge-Projekt und wurde bis zur letzten Veröffentlichung im Jahr 2009 erweitert. Das Spiel basiert auf der Grafikschnittstelle OpenGL, hat einen Original-Soundtrack und einen eingebauten Level-Editor. Es wurde unter Version 3 der GNU General Public License herausgegeben.

## Spielablauf
Es können Goldstücke und Bonus-Gegenstände, die der Spielfigur Zusatzfunktion verleihen, eingesammelt werden. Für 100 Goldmünzen erhält man ein zusätzliches Leben. Über Rohre und Öffnungen können Bonuswelten erreicht werden. Nach dem Sieg über den Endgegner bekommt Maryo die Prinzessin.

## Rezeption
Das Spiel Secret Maryo Chronicles wurde vom APC-Magazin in der Januar-Ausgabe von 2008 als Nummer 1 der quelloffenen Videospiele gelistet. Der Stern lobte die Geschwindigkeit des Spiels und das Puzzle-Lösen. Das Spiel wurde vom Magazin El Heraldo 2008 als eines der vielversprechendsten Open-Source-Spiele bezeichnet und von heute als gut gemachtes gewaltfreies Spiel für Kinder benannt. Das Computerspiel wurde auf der DVD c’t-Software-Kollektion 6/2009 veröffentlicht. Netzwelt bemängelt, dass „das richtige Mario-Feeling trotz der sehr starken Ähnlichkeit nie wirklich“ aufkomme und empfiehlt das Computerspiel dennoch, weil es einen Mangel an Jump-’n’-Run-Spielen für den PC gebe. Chip Online bewertet das Computerspiel als „beste Super-Mario-Adaption, die man kostenlos herunterladen kann“.

## Galerie

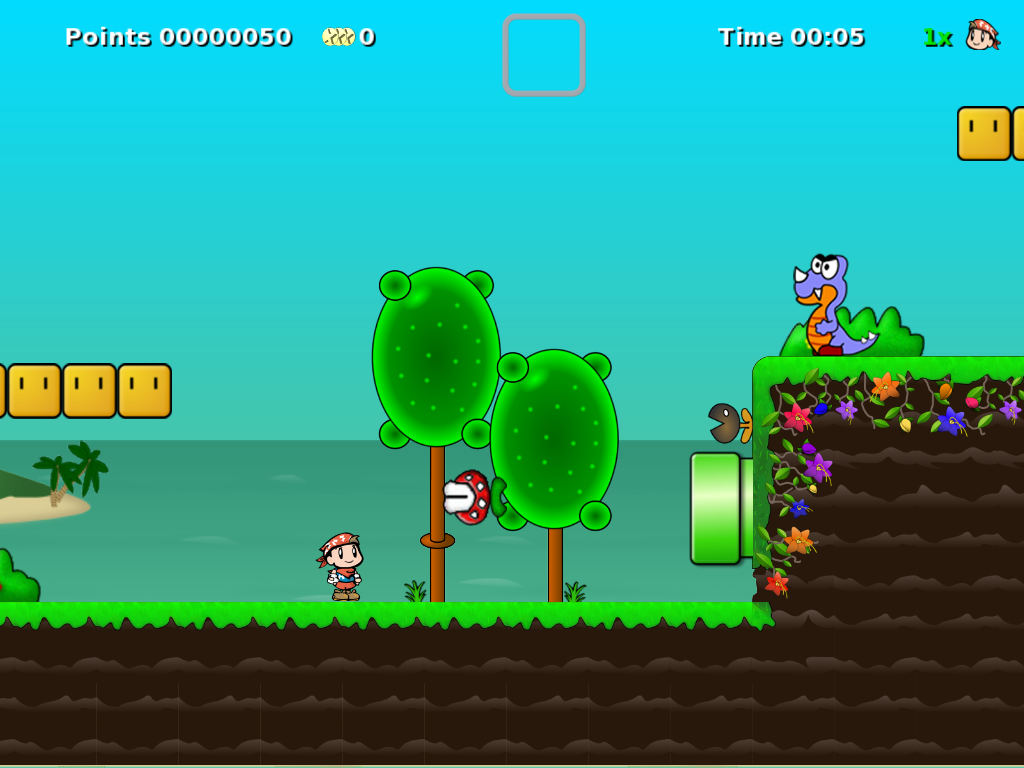
Secret Maryo Chronicles 1.5
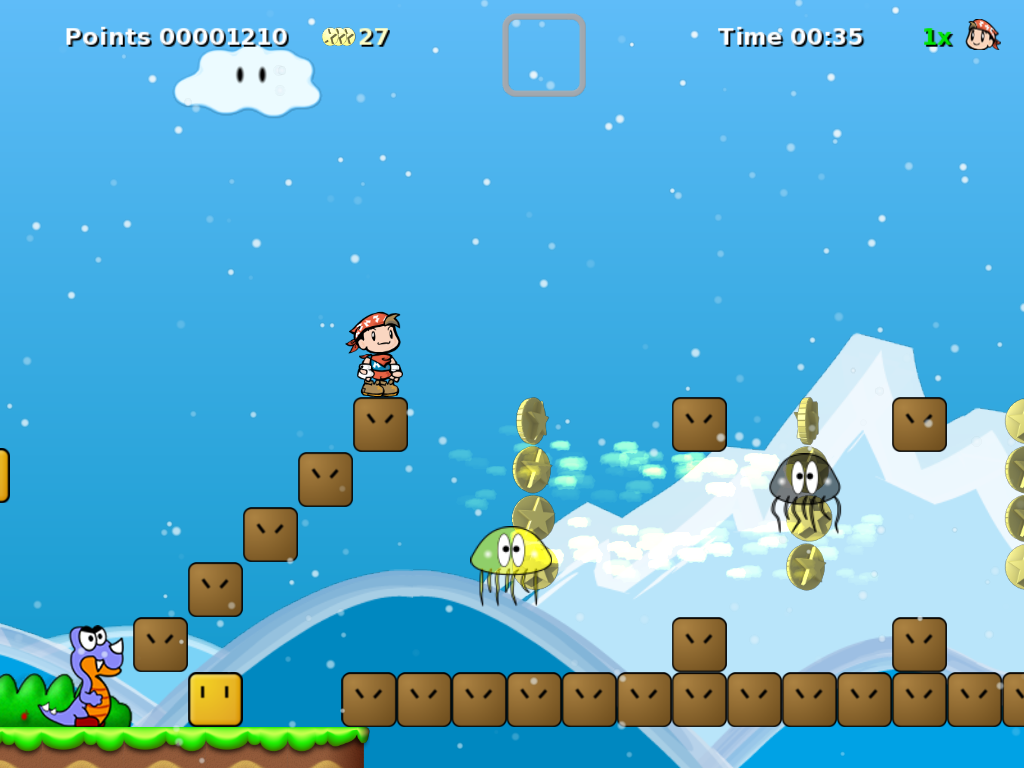
Secret Maryo Chronicles Screenshot
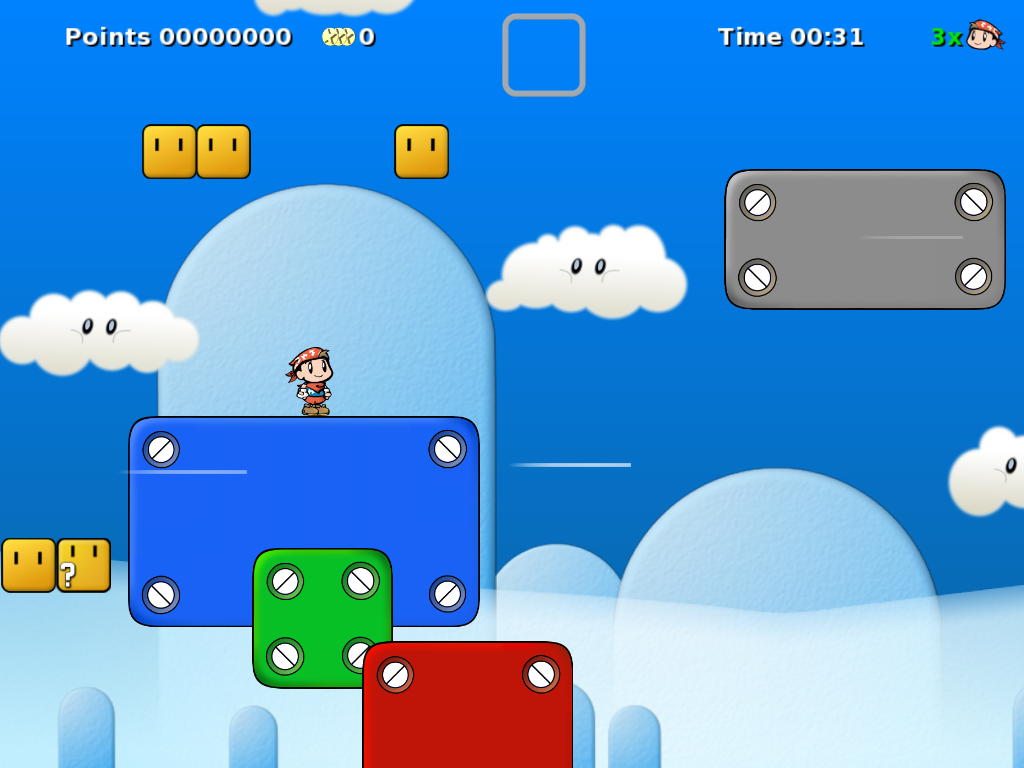
Secret Maryo Chronicles 2.0